# Исламов, Александр Александрович
Алекса́ндр Алекса́ндрович Исла́мов (11 октября 1986, Орск, СССР) — российский хоккеист, центральный нападающий.

## Биография
Начал профессиональную карьеру в 2004 году в составе орского клуба Высшей лиги «Южный Урал», выступая до этого за его фарм-клуб. В дебютном сезоне провёл три матча, не набрав ни одного очка. В следующем сезоне набрал два (1+1) очка в 34 матчах. Перед стартом сезона 2006/07 подписал контракт с лениногорским «Нефтяником», в составе которого в 37 матчах набрал 26 (14+12) очков. В следующее межсезонье получил предложение от нижнекамского «Нефтехимика», в составе которого и дебютировал в элитном российском дивизионе. В сезоне 2009/10 Исламов получил тяжёлую травму — разрыв крестообразных связок колена, из-за чего выбыл на продолжительный срок, а в конце сезона был командирован в альметьевский «Нефтяник» для набора формы.
Перед началом нового сезона руководство нижнекамского клуба приняло решение продлить соглашение с игроком ещё на два года.

## Статистика
| Легенда | Легенда                    | Легенда | Легенда                   | Легенда | Легенда    |
| ------- | -------------------------- | ------- | ------------------------- | ------- | ---------- |
| И       | Количество проведённых игр | Штр     | Штрафное время            | +/−     | Плюс-минус |
| Г       | Голы                       | П       | Голевые передачи          | О       | Очки       |
| -       | Статистика неизвестна      | —       | Статистика не учитывалась |         |            |

### Клубная карьера
- a В «Плей-офф» учитывается статистика игрока в Кубке Надежды.